# فيضانات السودان 2022
في أغسطس 2022، ضربت فيضانات هائلة دولة السودان. تسببت الأمطار الغزيرة في ارتفاع منسوب المياه في النيلين الأزرق والأبيض، مما أدى إلى تدمير ما مجموعه 31 قرية. قُتل 89 شخصًا ودُمر 47000 منزل. ومن الأماكن التي تضررت بشدة بلدة المناقل الزراعية جنوب العاصمة الخرطوم.